# 小山正武
小山正武（こやま まさたけ、嘉永2年（1849年） - 大正13年（1924年）1月6日）は幕末の桑名藩士、明治時代の官僚。旧姓は馬場。通称は良介、後に丹蔵。号は米峰。桑名藩領柏崎に生まれ、戊辰戦争で幕府側として戦い、廃藩置県後、安濃津県、内務省、高知県、大蔵省に出仕した。新選組の油小路事件直後の現場を目撃した人物としても知られる。

## 生涯

### 修学・戊辰戦争
嘉永2年（1849年）、伊勢桑名藩士馬場彦太夫長男として、同藩領越後国柏崎陣屋に生まれた。安政5年（1858年）桑名本国に移り、藩校立教館、大塚晩香私塾に入学し、慶応元年（1865年）頃四天流剣術を学んだ。慶応2年（1866年）頃、藩命により備中国に赴任して阪谷朗廬に漢学を学び、慶応3年（1867年）京都に上り、西周私塾で英学を学んだ。11月19日早朝、塾友と油小路通を散歩中、御陵衛士伊東甲子太郎、服部武雄、藤堂平助、毛内有之助の死体を発見した。
明治元年（1868年）、鳥羽・伏見の戦い開戦を聞いて大坂より参戦し、指を欠損、江戸に落ち延びた。立見尚文等と共に脱藩、宇都宮城の戦いに参戦し、越後戦線では雷神隊に属し偵察の任務に当たったが、股を銃弾が貫通し、某村で療養していたところ、終戦の気配を察し、明治2年（1869年）初頃桑名に帰った。同年末頃、桑名義塾寮長に任命され、和漢洋の歴史を攻究した。明治3年（1870年）12月末、高松範重、水野勝毅、滝安良と4名で鹿児島藩に留学し、政情を視察した。

### 官僚時代
明治4年（1871年）初夏、東京に出て外務省洋語学所主となったが、間もなく桑名藩に呼び戻され、文学館助教を命じられた。明治4年（1871年）7月桑名県権大属公務課詰、12月安濃津県十二等出仕、明治7年（1874年）内務省八等出仕、明治9年（1876年）5月地租改正掛、明治11年（1878年）8月高知県書記官となったが、明治12年（1879年）4月職務上専断的処置があったとして罷免され、東京に移った。
東京ではキリスト教関連書を翻訳して生計を立て、また評論新報において匿名で世界情勢を論じた。明治15年（1882年）2月大蔵省書記官に登用され、後に主税官となる。明治20年（1887年）、海軍技監桜井省三と共にイギリス、フランス両国に派遣された。明治24年（1891年）、東邦協会創立に参加し、評議員として活動した。明治25年（1892年）脳病に罹り、6月退官し、正六位に叙せられた。
明治40年（1907年）三重県からの代議士予選出馬を請われたが、辞退した。大正9年（1920年）桑名町町長を請われたが、これも辞退し、代わりに福原銭太郎を推薦した。大正13年（1924年）1月6日痢病のため死去。

## 人物
酒豪として知られた。妻に禁酒を命じられ、禁酒会に入会するも、酒屋の樽拾いに毎朝門前に徳利を持参させ、二階の書斎から綱で釣り上げ、隠し持った。外出中妻に発見されたが、酒税で国に奉公しているのだと弁解したという。

## 逸話
同塾の生徒で武術熱心な連中は、よく新選組の屯所へ行って組の道場で隊士らと手合わせしたものだという。特に、山浦鉄四郎という塾生は、一時新選組に籍を置いていたこともあり、藤堂平助と非常に親しかったそうである。

## 訳書
- バオン博士著『基教信徒之生活』、教文館、1905年
  - Borden Parker Bowne, The Christian Life (Cincinnati, 1899).
- ボルデン・ピー・バウン著『基督教天啓論』、教文館、1907年
  - Borden Parker Bowne, The Christian Revelation (Cincinnati, 1898).

## 親族
- 父：馬場彦太夫 - 桑名藩士。
- 妹：さい子 - 明治13年（1880年）、横浜海岸教会で栗山左衛八と日本初のキリスト教式結婚式を行った[6]。
- 妻：徳子 - 新選組山脇正勝の妹[6]。
- 長女：静子[6]
- 次女：順子 - 日本女子大学校を卒業し、同校英語教師[6]。
- 女子 - 夭逝[6]。
- 長男：十万洲 - 使徒使徒トマスに因む。海軍造兵少将、技術少将[6]。